# Armin Tuulse
Armin Tuulse, ursprungligen Neumann, född 1 oktober 1907 i Sänna Estland  död 9 december 1977 i Stockholm, var en estnisk-svensk konsthistoriker.
Tuulse tog en mag.phil.-examen vid Dorpats universitet 1935 och blev dr. phil. 1942. Han blev 1942 professor i konsthistoria vid Dorpats universitet. Tuulse flydde till Sverige 1944 och blev 1952 docent i konsthistoria vid Stockholms högskola. Han var 1962-1974 innehavare av Zorns professur i nordisk och jämförande konsthistoria vid Stockholms universitet. Tuulse har skrivit hundratals artiklar och skrifter om svenska och estniska fästningar och kyrkor. 
Tuulse blev 1966 ledamot av Kungliga Vitterhets Historie och Antikvitets Akademien.